# Pimania
Pimania ist ein Textadventure, das 1982 von der britischen Firma Automata für verschiedene Heimcomputer veröffentlicht wurde. Es war das erste Computerspiel, für dessen Lösung ein geldwerter Preis ausgelobt wurde.

## Handlung
Aufgabe des Spielers war, eine surrealistische Spielwelt mit der Hilfe von Pi-Man zu durchqueren, dem Maskottchen von Automata. In der Spielwelt galt es, die mysteriöse Goldene Sonnenuhr von Pi zu finden.

## Spielprinzip und Technik
Eine Besonderheit des Spiels ist, dass sich die Sonnenuhr tatsächlich außerhalb der Spielwelt im realen Leben befand. Automata schrieb einen Preis in Form einer goldenen Sonnenuhr mit einem Wert von £6.000, aus. Die Hinweise, wo dieser Preis zu finden war, hatte Automata im Spiel versteckt. 1985 ging der Preis an Sue Cooper und Lizi Newman, die herausgefunden hatten, dass die Sonnenuhr nur an einem 22. Juli (Pi ist in etwa 22 geteilt durch 7) beim Land-Art-Kunstwerk „Litlington White Horse“ in Hindover Hill nahe Litlington gefunden werden konnte.

## Produktionsnotizen
Pimania wurde in der in damaligen Heimcomputern eingebauten Programmiersprache BASIC entwickelt. Auf der B-Seite der Programm-Kassette befand sich ein das Spiel begleitendes Lied der fiktiven Band „Lady Clair Sinclive and the PiMen“. Die Veröffentlichung erfolgte zunächst für den in Großbritannien sehr populären ZX Spectrum; Portierungen auf andere Heimcomputer folgten 1983.
Der wirtschaftliche Erfolg von Pimania führte zu einem im Oktober 1983 erschienen Nachfolgespiel, My Name is Uncle Groucho You Win a Fat Cigar, ebenfalls von Mel Croucher geschrieben. Für die erstmalige Lösung von Groucho wurde seitens Automata eine Reise für zwei Personen nach Hollywood ausgelobt.

## Rezeption
Das britische Magazin Computer & Video Games führte das Spiel auf den Roman Masquerade des britischen Schriftstellers Kit Williams zurück. Das Spiel enthalte „frustrierende Labyrinthe, unlogisch versteckte Schätze und unangekündigte Sackgassen“. Es verfüge aber über einen soliden Humor.